# 魏滕哈根
魏滕哈根（德語：Weitenhagen）是德国梅克伦堡-前波美拉尼亚州的一个市镇。总面积17.04平方公里，总人口239人，其中男性126人，女性113人（2011年12月31日），人口密度14人/平方公里。